# Jeder
Jeder falu Romániában, Máramaros megyében.

## Fekvése
Máramaros megyében, Nagysomkúttól délnyugatra, Jávorfalu és Szamostölgyes között fekvő település.

## Története
A település nevét a korabeli oklevelek 1405-ben Nagheder és Kysheder néven
említik. Ekkor még két külön község volt.
1424-ben viszont már Nagyeder és Kyseder, 1475-ben pedig Nagyedír és Kysyder neveken szerepel neve az egykori oklevelekben.
A falu a kővári uradalom része volt a 18. századig, és annak sorsában osztozott.
A 18. század végén a gróf Teleki család lett birtokosa, és az övék volt még a 20. század elején is.
A trianoni békeszerződés előtt Szatmár vármegye nagysomkúti járásához tartozott.

## Nevezetességek
- Görögkatolikus temploma – 1898-ban épült.